# Sloanea koghiensis
Sloanea koghiensis är en tvåhjärtbladig växtart som beskrevs av C. Tirel. Sloanea koghiensis ingår i släktet Sloanea och familjen Elaeocarpaceae. Inga underarter finns listade i Catalogue of Life.